# Vudhijaya Chalermlabha
Đô đốc Hoàng tử Vudhijaya Chalermlabh (05 tháng 12 năm 1883 - 18 tháng 10 năm 1947) là một thành viên của triều đại Chakri, Bộ trưởng Bộ Quốc phòng và chỉ huy của quân đội Hoàng gia Thái Lan giữa năm 1931 và 1932.